# Quai du Palais

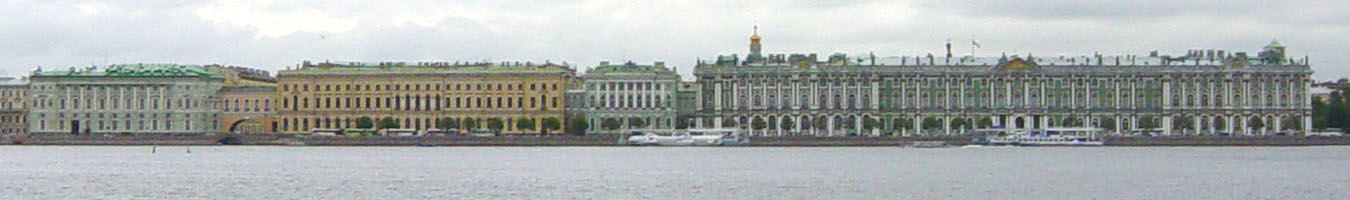
Vue du quai en face de la forteresse Pierre-et-Paul

Le quai du Palais (Dvortsovaïa naberejnaïa) commence au Pont du Palais à Saint-Pétersbourg et longe la Néva. Il est bordé du palais d'Hiver et des bâtiments du musée de l'Ermitage, du nouveau palais Michel, du palais de Marbre et se termine au jardin d'Été.
La vue est exceptionnelle du quai vers l'île Vassilievski en face et la forteresse Pierre-et-Paul.

## Lieux
- Jardin d’été
- Pont supérieur du Cygne
- N° 2 — Manoir d’Ivan Betskoï
- N° 4 — Manoir Saltykov[3]
- N° 5/1 (rue Millionnaya) — Palais de Marbre
- N° 6 — Corps de service du Palais de Marbre
- N° 8 — Hôtel de Gromov
- N° 10 — Manoir Gagarina (Immeuble Zherebtsova)
- N° 18 — Nouveau palais Michel
- N° 26 — Ancien palais du grand-duc Vladimir, années 1860, construit par Alexander Rezanov. Aujourd’hui, elle est connue sous le nom de Maison des scientifiques.
- N° 30 — Manoir Skliaïev
- Pont de l’Ermitage
- N° 32 — Théâtre de l’Ermitage
- Grand Ermitage
- Petit Ermitage
- N° 38 — Palais d’Hiver
- Jardins du Palais d’Hiver